# Shōwa no hi
Shōwa no hi (昭和の日) est un jour férié au Japon, depuis 1985, ayant lieu le 29 avril. Il commémore le jour anniversaire de Hirohito, empereur du Japon durant l'ère Shōwa, entre le 25 décembre 1926 et le 7 janvier 1989. 
L'empereur Hirohito est décédé le 7 janvier 1989. Le 29 avril n'a ensuite plus été célébré comme l'anniversaire de l'empereur, mais plutôt comme Midori no hi (« Journée verte »), dans le cadre de la Golden Week du Japon. Après une série de tentatives législatives infructueuses, le jour férié du 29 avril a finalement été renommé Shōwa Day (昭和の日) en 2007, et le Midori no hi a été déplacé du 29 avril au 4 mai.
Selon le principal parti d'opposition de l'époque, le Parti démocrate du Japon (qui a soutenu le projet de loi pour la première fois après de nombreuses années de refus), la fête encourage la réflexion publique sur les 63 années turbulentes du règne d'Hirohito plutôt que de glorifier l'empereur lui-même. Le règne d'Hirohito a vu, entre autres, la fin de la Démocratie Taishō, l'invasion japonaise de la Mandchourie en 1931, les tentatives de coups d'Etat du 15 mai 1932 et du 26 février 1936, la montée du totalitaire Taisei Yokusankai, la Seconde Guerre mondiale, l'occupation d'après-guerre, les Jeux olympiques et paralympiques d'été de 1964 à Tokyo, les enlèvements de citoyens japonais par la Corée du Nord et le miracle économique japonais d'après-guerre.